# 回光返照
回光返照（英文：Terminal lucidity），本意是指日落時由於折射令天空出現短暫的光輝，現在多用來比喻晚期危重病人臨終前出現反常的短暫好轉現象。其具體表現通常為昏迷多時的病人突然清醒，恢復食慾，能進行簡短交談，甚至重獲行動能力等。但在其後數天或數小時內情形便迅速惡化，離開人世。
當人體遇到強烈的刺激，例如病菌侵犯、休克、瀕臨死亡等嚴重情況時，在臨死前，身體會一下子釋放出極多的能量，使身體各系統、器官迅速獲得強大動力，造成迴光返照的假象。
關於該現象的科學解釋，一般認為是人體調動免疫和內分泌系統對疾病進行最後抵抗所致。其反應包括大量ATP在短時間內水解為ADP為機體供能，同時下丘腦和垂體促使腎上腺皮質立即分泌大量的腎上腺素和皮質激素，激活交感神經興奮點，使病人恢復相對正常的心肌收縮頻率，血液循環加快，大腦、心臟、肺、肝、腎等器官因供血突然趨於正常。
《傷寒雜病論》內的「除中」描述垂死之人突然能正常飲食，即屬此現象。